# Холмс & Ватсон
«Холмс & Ва́тсон» (англ. Holmes and Watson) — американский комедийный фильм режиссёра Итана Коэна, пародирующий произведения Артура Конана Дойла о Шерлоке Холмсе и докторе Джоне Ватсоне. Премьера фильма в США состоялась 25 декабря 2018 года, в России — 24 января 2019 года. Был полностью разгромлен зрителями и критиками и был номинирован на шесть антипремий «Золотая малина» 2019 года, из которых получил четыре, включая худший фильм.

## Сюжет
Викторианская Англия. Шерлоку Холмсу и Джону Ватсону предстоит раскрыть дело об убийстве в Букингемском дворце. В их распоряжении всего несколько дней, ведь следующей жертвой должна стать сама королева. За преступным планом скрывается криминальный гений — профессор Мориарти.

## В ролях
- Уилл Феррелл — Шерлок Холмс[5][6]
- Джон Си Райли — Джон Ватсон[6]
- Ребекка Холл — доктор Грейс Харт[7]
- Лорен Лэпкус — Милли[8]
- Пэм Феррис — королева Виктория
- Роб Брайдон — инспектор Лестрейд[7]
- Рэйф Файнс — профессор Мориарти[9]
- Келли Макдональд — миссис Хадсон[7]
- Хью Лори — Майкрофт Холмс[9]
- Ноа Джуп — беспризорник Докси
- Белла Рамзи — беспризорница Флотсэм
- Стив Куган — однорукий татуировщик
- Брон Строумэн — силач Браун
- Билли Зейн — пассажир с «Титаника»

## Съёмки
Съёмки начались в начале декабря 2016 года на студии «Shepperton». В начале февраля 2017 года съёмочная группа была замечена в Хэмптон-корт.

## Критика
Фильм получил крайне низкие оценки кинокритиков. На сайте Rotten Tomatoes у него 10 % положительных рецензий на основе 69 отзывов со средней оценкой 3 из 10. На Metacritic — 24 балла из 100 на основе 23 рецензий. Зрители также приняли фильм плохо: некоторые рецензенты отмечали, что ряд зрителей покидали кинозалы до окончания просмотра.